# Melodifestivalen 2008

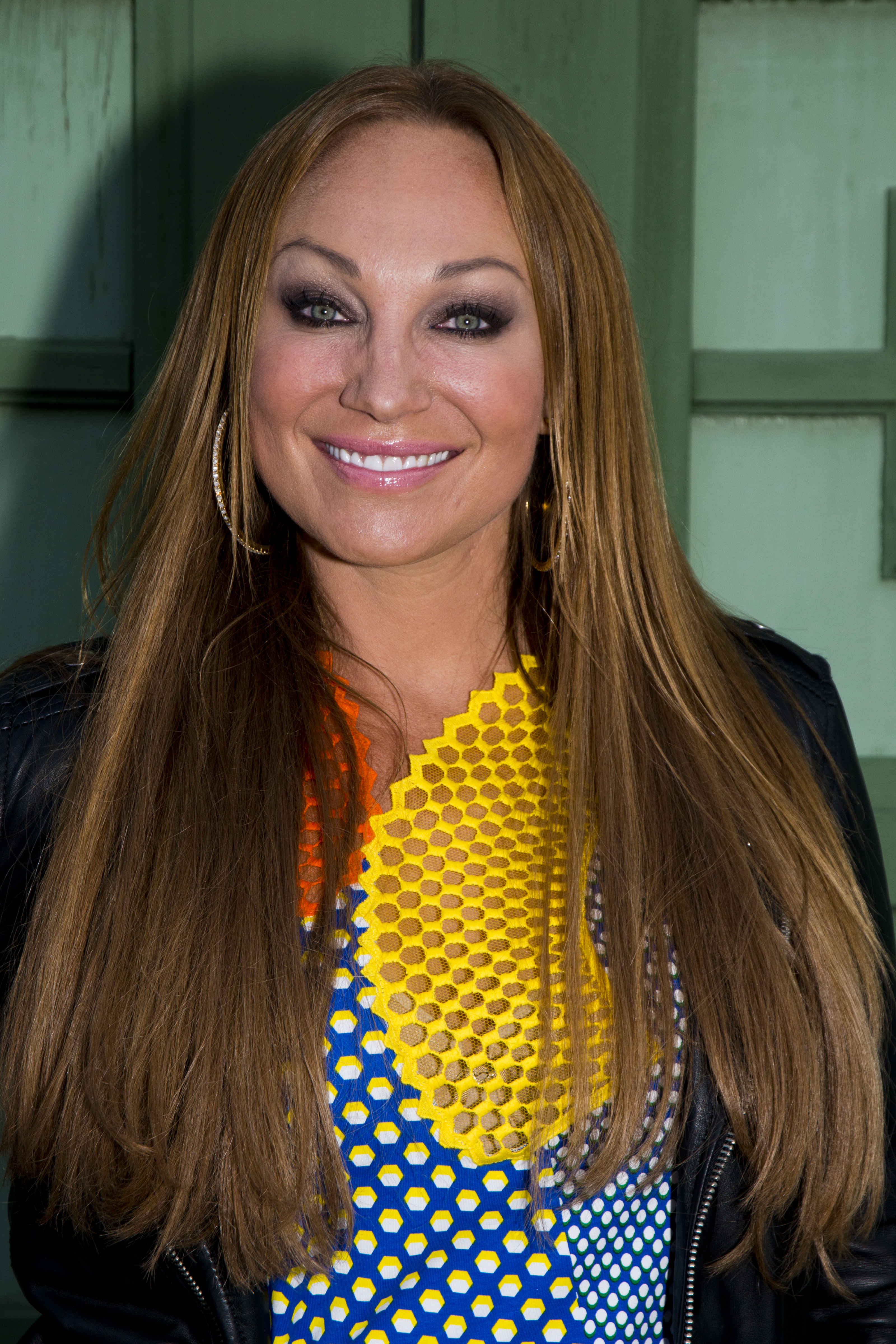
Charlotte Perrelli vann Melodifestivalen 2008 med låten "Hero". Detta var andra gången som Charlotte Perrelli vann Melodifestivalen. Första gången Charlotte Perrelli vann Melodifestivalen var 1999.

Melodifestivalen 2008 var den 48:e upplagan av Melodifestivalen tillika Sveriges uttagning till Eurovision Song Contest 2008, som detta år arrangerades i Belgrad, Serbien. Tävlingen utgjordes av en turné bestående av fyra deltävlingar à åtta bidrag, uppsamlingsheatet Andra chansen och slutligen en final där vinnaren, ”Hero” med Charlotte Perrelli, korades.

## Tävlingsupplägg
Sveriges Television använde sig för sjunde året i rad av det deltävlingsformat som inför 2002 års tävling introducerades till tävlingen; tittarna avgjorde genom telefonröstning resultatet i de fyra deltävlingarna och uppsamlingsheatet Andra chansen, innan en final arrangerades. De fyra deltävlingarna sändes detta år från Göteborg, Västerås, Linköping och Karlskrona, Andra chansen från Kiruna och finalen från Stockholm. Av rekordmånga 3 489 inskickade bidrag valde en urvalsjury, tillsatt av Sveriges Television, med hjälp av Svenska musikförläggarföreningen ut 28 av tävlingens 32 bidrag, varpå Sveriges Television kompletterade med ytterligare fyra; bidragen fördelades sedan jämnt över de fyra deltävlingarna. Varje deltävling avgjordes i två omgångar; i den första röstade tittarna vidare fem bidrag, vilka sedan visades i kortare versioner i form av en snabbrepris; i den andra röstade tittarna vidare de två bidrag med flest röster till final och de två med tredje och fjärde flest röster till uppsamlingsheatet Andra chansen, varpå det med femte flest röster fick lämna tävlingen. Totalt gick alltså 16 bidrag vidare från de fyra deltävlingarna, åtta till final och åtta till Andra chansen; de nionde och tionde finalplatserna utsågs av tittarna i dueller under det sistnämnda uppsamlingsheatet. Finalen utgjordes sedermera av tio bidrag. Likt tidigare år delade tittarna där makten med elva jurygrupper representerade av Sveriges Televisions elva regionala nyhetsregioner.

### Regelverk
I enlighet med Melodifestivalens regelverk skulle tävlande artister och bidrag förhålla sig till följande:
- Endast svenska medborgare, som var folkbokförda i Sverige hösten 2007, fick skicka in bidrag till tävlingen; undantaget var personer som under perioden 1 oktober 2007–30 mars 2008 var anställda av Sveriges Television.
- Låtarna som skickades in fick inte överstiga tre minuter, och fick inte ha varit publicerade tidigare; Sveriges Television beslutade i sin tur när tävlingsbidragen fick släppas.
- Sveriges Television hade full beslutsrätt i att välja artist(er) till samtliga bidrag, varför de(n) som sjöng på respektive låts demoversion skulle vara beredd(a) på att framföra bidraget i tävlingen.
- Inskickade bidrag fick framföras på valfritt språk; i samband med inskickning skulle en svensk text till låtar som inte sjöngs på svenska eller engelska bifogas.
- Maximalt sex personer, fyllda 16 år dagen då Eurovision Song Contest skulle komma att arrangeras, fick medverka i scennumret.
- Alla sånginsatser, inklusive körsång, skulle göras live, även om musiken låg förinspelad på band.
- Sveriges Television hade rätt att när som helst diskvalificera bidrag.
- Sveriges Television reserverade på förhand tio av de trettiotvå platserna åt svenskspråkiga bidrag; siffran kom senare att justeras.

Vid årets inskickning av bidrag skulle bidragens upphovsmän dessutom skicka med ett så kallat artistformulär, innehållande demoartistens namn. Anledningen till införandet var diskvalificeringen av Agnes Carlsson inför tävlingen 2007, som berodde på den nämnda artistens avslöjande av dennes tilltänkta bidrags låttitel före Sveriges Televisions officiella offentliggörande. Aftonbladet omnämnde i flera sammanhang regeln som "Lex Agnes".

## Datum och händelser
- Den 11 september 2007 presenterade Sveriges Television vilka städer som skulle komma att agera värdar under tävlingens sex sändningar.[5]
- Senast den 25 september 2007 skulle tilltänkta tävlingsbidrag vara inskickade eller poststämplade till Sveriges Television.[2]
- Den 16 oktober 2007 presenterades bidragstitlarna och upphovsmännen till de 28 bidrag urvalsjuryn valt ut.[6]
- Den 18 oktober 2007 släpptes biljetterna till tävlingens totalt 18 shower.
- Den 10 och 11 december 2007 presenterades artisterna till de 28 bidrag urvalsjuryn valt ut.[7][8]
- Den 15 januari 2008 presenterades de fyra bidrag som tävlade som jokrar;[9]
  - "För många ord om kärlek" med Niklas Strömstedt
  - "Hallelujah New World" med Eskobar
  - "One Love" med Andreas Johnson & Carola Häggkvist
  - "Thank You" med Amy Diamond

### Turnéplan
- Lördagen den 9 februari 2008 – Deltävling 1, Scandinavium, Göteborg
- Lördagen den 16 februari 2008 – Deltävling 2, ABB Arena, Västerås
- Lördagen den 23 februari 2008 – Deltävling 3, Cloetta Center, Linköping
- Lördagen den 1 mars 2008 – Deltävling 4, Telenor Arena, Karlskrona
- Lördagen den 8 mars 2008 – Andra chansen, Arena Arctica, Kiruna
- Lördagen den 15 mars 2008 – Finalen, Globen, Stockholm

## Deltävlingarna
| Återkommande artister            | Återkommande artister                       | Återkommande artister            |
| Artist                           | Tidigare år (plac.)                         | Tidigare år (plac.)              |
| Artist                           | Mel.                                        | ESC                              |
| -------------------------------- | ------------------------------------------- | -------------------------------- |
| Andreas Johnson                  | 2006 (3:a) 2007 (2:a)                       | —                                |
| BWO                              | 2005 (utsl.) 2006 (2:a)                     | —                                |
| Carola Häggkvist                 | 1983 (1:a) 1990 (2:a) 1991 (1:a) 2006 (1:a) | 1983 (3:a) 1991 (1:a) 2006 (5:a) |
| Charlotte Perrelli               | 1999 (1:a)                                  | 1999 (1:a)                       |
| E-Type                           | 2004 (5:a)                                  | —                                |
| Josefin Nilsson (Del av Ainbusk) | 2005 (utsl.)                                | —                                |
| Linda Bengtzing                  | 2005 (10:a) 2006 (7:a)                      | —                                |
| Nordman                          | 2005 (9:a)                                  | —                                |
| Patrik Isaksson                  | 2006 (utsl.)                                | —                                |
| Sanna Nielsen                    | 2001 (3:a) 2003 (5:a) 2005 (8:a) 2007 (7:a) | —                                |
| The Poodles                      | 2005 (4:a)                                  | —                                |
| Thérèse Andersson                | 2004 (utsl.) 2005 (utsl.)                   | —                                |
| Velvet                           | 2006 (utsl.)                                | —                                |
| 1. 2. 3. 4. 5. 6. 7. 8.          |                                             |                                  |

Deltävlingarna direktsändes i SVT1 varje lördag klockan 20.00–21.35, med direktsänt eftersnack med de finalklara akterna med Fredrik Ekelund. Tittarna avgjorde på egen hand resultatet i två omgångar; bidragen med flest respektive näst flest röster gick efter den andra röstningsomgången vidare direkt till final, medan bidragen med tredje respektive fjärde flest röster gick vidare till uppsamlingsheatet Andra chansen. De tre lägst placerade bidragen gallrades bort av tittarna redan efter första omgången, varpå räkneverken nollställdes för kvarvarande inför omgång två; det bidrag mest lägst antal röster i denna omgång fick sedermera också lämna tävlingen.
Likt tidigare år avgjorde tittarna resultatet genom att ringa. Tittarna kunda rösta genom att ringa antingen 099-320 0X, där X var bidragets startnummer, för 9,90 kronor, vilka oavkortat gick till Radiohjälpen, eller 099-230 0X, där X var bidraget startnummer, för 3,95 kronor per samtal. Likt fjolårets tävling kunde de tittare med Telia- eller Halebop-abonnemang även rösta genom att skicka SMS, innehållande önskat bidrags startnummer, till de båda telefonnumren. Bidragen som gick vidare till röstningsomgång två behöll sina respektive startnummer. Hur många röster, och vilken placering, de kvalificerade bidragen fick redovisades först efter turnéns slut, eftersom Sveriges Television inte ville påverka tittarna inför finalen.

### Deltävling 1: Göteborg
Deltävlingen sändes från Scandinavium i Göteborg lördagen den 9 februari 2008.

#### Startfält
Bidragen presenteras nedan i startordning.
| Nr | Artist/grupp         | Melodi              | Text och musik                                                                                  |
| -- | -------------------- | ------------------- | ----------------------------------------------------------------------------------------------- |
| 1  | E-Type & The Poodles | Line of Fire        | Jakob Samuelsson, Martin Eriksson                                                               |
| 2  | Face-84              | Alla gamla X        | Lars Diedricson, Martin Hedström, Wille Crafoord                                                |
| 3  | Velvet               | Deja Vu             | David Jassy, Fredrik Larsson, Joacim Persson, Niclas Molinder, Niko Valsamidis, Pelle Ankarberg |
| 4  | Brandur              | Lullaby             | Henrik Wikström, Kristian Lagerström                                                            |
| 5  | Michael Michailoff   | That's Love         | Joakim Övrenius, Michael Michailoff, Patric Jonsson                                             |
| 6  | Amy Diamond          | Thank You           | Mathias Venge, Peter Wennerberg, Sandra Nordström                                               |
| 7  | Suzzie Tapper        | Visst finns mirakel | Amir Aly, Bobby Ljunggren, Maciel Numhauser, Robin Abrahamsson, Suzzie Tapper                   |
| 8  | Christer Sjögren     | I Love Europe       | Ingela Forsman, Magnus Johansson, Torgny Söderberg                                              |

#### Resultat
| Nr | Melodi              | Antal röster | Antal röster | Plac. | Anm.          |
| Nr | Melodi              | Omgång 1     | Omgång 2     | Plac. | Anm.          |
| -- | ------------------- | ------------ | ------------ | ----- | ------------- |
| 1  | Line of Fire        | 46 333       | 56 105       | 3     | Andra chansen |
| 2  | Alla gamla X        | 13 626       | —            | 8     | Utslagen      |
| 3  | Deja Vu             | 25 451       | 31 047       | 5     | Utslagen      |
| 4  | Lullaby             | 18 727       | —            | 7     | Utslagen      |
| 5  | That's Love         | 23 198       | —            | 6     | Utslagen      |
| 6  | Thank You           | 79 075       | 96 508       | 1     | Till final    |
| 7  | Visst finns mirakel | 24 469       | 32 130       | 4     | Andra chansen |
| 8  | I Love Europe       | 71 396       | 81 471       | 2     | Till final    |

#### Siffror
- Antal TV-tittare: 3 241 000 tittare[10]
- Antal telefonröster: 600 804 röster[10]
- Summa pengar insamlad till Radiohjälpen: 1 383 453 kronor[10]

### Deltävling 2: Västerås
Deltävlingen sändes från ABB Arena i Västerås lördagen den 16 februari 2008.

#### Startfält
Bidragen presenteras nedan i startordning.
| Nr | Artist/grupp        | Melodi                          | Text och musik                                                                                     |
| -- | ------------------- | ------------------------------- | -------------------------------------------------------------------------------------------------- |
| 1  | Ola                 | Love In Stereo                  | Mirja Breitholtz, Tony Nilsson                                                                     |
| 2  | Lasse Lindh         | Du behöver aldrig mer vara rädd | Lasse Lindh                                                                                        |
| 3  | The Nicole          | Razborka                        | Nicole Fuentes, Stefan Åberg, Tord Bäckström                                                       |
| 4  | Alexander Schöld    | Den första svalan               | Anders Wikström, Fredrik Thomander, Ingela Forsman                                                 |
| 5  | Rongedal            | Just A Minute                   | Amir Aly, Henrik Rongedal, Henrik Wikström, Magnus Rongedal                                        |
| 6  | Sanna Nielsen       | Empty Room                      | Aleena Gibson, Bobby Ljunggren                                                                     |
| 7  | Andra generationen  | Kebabpizza Slivovitza           | Mats Nilsson, Otis Sandsjö, Stevan Tomulevski, Teddy Paunkoski, Vlatko Ancevski, Vlatko Gicarevski |
| 8  | Johnson & Häggkvist | One Love                        | Andreas Johnson, Carola Häggkvist, Peter Kvint                                                     |

#### Resultat
| Nr | Melodi                          | Antal röster | Antal röster | Plac. | Anm.          |
| Nr | Melodi                          | Omgång 1     | Omgång 2     | Plac. | Anm.          |
| -- | ------------------------------- | ------------ | ------------ | ----- | ------------- |
| 1  | Love In Stereo                  | 39 972       | 52 615       | 4     | Andra chansen |
| 2  | Du behöver aldrig mer vara rädd | 15 396       | —            | 6     | Utslagen      |
| 3  | Razborka                        | 6 121        | —            | 8     | Utslagen      |
| 4  | Den första svalan               | 13 352       | —            | 7     | Utslagen      |
| 5  | Just A Minute                   | 68 121       | 94 101       | 2     | Till final    |
| 6  | Empty Room                      | 102 390      | 126 356      | 1     | Till final    |
| 7  | Kebabpizza Slivovitza           | 33 011       | 43 509       | 5     | Utslagen      |
| 8  | One Love                        | 77 778       | 79 106       | 3     | Andra chansen |

#### Siffror
- Antal TV-tittare: 3 341 000 tittare[10]
- Antal telefonröster: 752 537 röster (röstningsrekord för en deltävling)[10]
- Summa pengar insamlad till Radiohjälpen: 1 645 915 kronor[10]

### Deltävling 3: Linköping
Deltävlingen sändes från Cloetta Center i Linköping lördagen den 23 februari 2008.

#### Startfält
Bidragen presenteras nedan i startordning.
| Nr | Artist/grupp             | Melodi                 | Text och musik                                                   |
| -- | ------------------------ | ---------------------- | ---------------------------------------------------------------- |
| 1  | BWO                      | Lay Your Love On Me    | Alexander Bard, Anders Hansson, Bobby Ljunggren, Henrik Wikström |
| 2  | Mirza Huskic             | Izdajice               | Mirza Huskic                                                     |
| 3  | Frida feat. Headline     | Upp och hoppa          | Anderz Wrethov, Frida Muranius, Sam Persson                      |
| 4  | Thérèse Andersson        | When You Need Me       | Jonas Sjöström, Malin Eriksson, Pontus Hagberg                   |
| 5  | Patrik Isaksson & Bandet | Under mitt tunna skinn | Patrik Isaksson                                                  |
| 6  | Caracola                 | Smiling In Love        | Angelica Thelin, Henrik Bie, Magnus Lanner, Mattias Olsson       |
| 7  | Ainbusk                  | Jag saknar dig ibland  | Bobby Ljunggren, Henrik Wikström, Ingela Forsman                 |
| 8  | Eskobar                  | Hallelujah New World   | Daniel Bellqvist, Frederik Zäll, Robert Birming                  |

#### Resultat
| Nr | Melodi                 | Antal röster | Antal röster | Plac. | Anm.          |
| Nr | Melodi                 | Omgång 1     | Omgång 2     | Plac. | Anm.          |
| -- | ---------------------- | ------------ | ------------ | ----- | ------------- |
| 1  | Lay Your Love On Me    | 58 136       | 82 381       | 1     | Till final    |
| 2  | Izdajice               | 11 721       | —            | 7     | Utslagen      |
| 3  | Upp och hoppa          | 27 675       | 40 852       | 2     | Till final    |
| 4  | When You Need Me       | 25 034       | 33 849       | 4     | Andra chansen |
| 5  | Under mitt tunna skinn | 26 056       | 33 808       | 5     | Utslagen      |
| 6  | Smiling In Love        | 31 652       | 35 491       | 3     | Andra chansen |
| 7  | Jag saknar dig ibland  | 18 249       | —            | 6     | Utslagen      |
| 8  | Hallelujah New World   | 11 672       | —            | 8     | Utslagen      |

#### Siffror
- Antal TV-tittare: 3 110 000 tittare[10]
- Antal telefonröster: 437 744 röster[10]
- Summa pengar insamlad till Radiohjälpen: 1 129 905 kronor[10]

### Deltävling 4: Karlskrona
Deltävlingen sändes från Telenor Arena i Karlskrona lördagen den 1 mars 2008.

#### Startfält
Bidragen presenteras nedan i startordning.
| Nr | Artist/grupp        | Melodi                   | Text och musik |
| -- | ------------------- | ------------------------ | --- |
| 1  | Niklas Strömstedt   | För många ord om kärlek  | Niklas Strömstedt                                                                                                  |
| 2  | Calaisa             | If I Could               | Anna Törnqvist, Caisa Troedsson-Lundin, Jörgen Ringqvist, Lisa Troedsson-Lundin, Malin Törnqvist, Pontus Assarsson |
| 3  | Daniel Mitsogiannis | Pame                     | Fredrik Kempe, Henrik Wikström                                                                                     |
| 4  | Linda Bengtzing     | Hur svårt kan det va?    | Johan Fransson, Tim Larsson, Tobias Lundgren                                                                       |
| 5  | Nordman             | I lågornas sken          | Lina Eriksson, Mårten Eriksson                                                                                     |
| 6  | Sibel               | That Is Where I'll Go    | Christian Antblad                                                                                                  |
| 7  | Fronda              | Ingen mår så bra som jag | Michael Clauss, Sebastian Fronda, Thomas Thörnholm                                                                 |
| 8  | Charlotte Perrelli  | Hero                     | Bobby Ljunggren, Fredrik Kempe                                                                                     |

#### Resultat
| Nr | Melodi                   | Antal röster | Antal röster | Plac. | Anm.          |
| Nr | Melodi                   | Omgång 1     | Omgång 2     | Plac. | Anm.          |
| -- | ------------------------ | ------------ | ------------ | ----- | ------------- |
| 1  | För många ord om kärlek  | 13 067       | —            | 8     | Utslagen      |
| 2  | If I Could               | 30 124       | 47 846       | 5     | Utslagen      |
| 3  | Pame                     | 20 432       | —            | 7     | Utslagen      |
| 4  | Hur svårt kan det va?    | 53 813       | 70 571       | 2     | Till final    |
| 5  | I lågornas sken          | 39 019       | 58 673       | 4     | Andra chansen |
| 6  | That Is Where I'll Go    | 46 289       | 59 030       | 3     | Andra chansen |
| 7  | Ingen mår så bra som jag | 25 234       | —            | 6     | Utslagen      |
| 8  | Hero                     | 98 666       | 137 738      | 1     | Till final    |

#### Siffror
- Antal TV-tittare: 3 410 000 tittare[10]
- Antal telefonröster: 701 978 röster[10]
- Summa pengar insamlad till Radiohjälpen: 1 606 560 kronor[10]

## Andra chansen: Kiruna
Andra chansen sändes från Arena Arctica i Kiruna lördagen den 8 mars 2008 klockan 20:00–21:35 direkt i SVT1, med direktsänt eftersnack med de finalklara akterna med Fredrik Ekelund.
I uppsamlingsheatet tävlade de bidrag som hade placerat sig på tredje och fjärde plats i deltävlingarna. Inramningen av programmet bestod likt fjolårets tävling av sex dueller, i vilka de tävlande bidragen duellerade om de två sista lediga platserna i finalen. Tittarna kunde likt i deltävlingarna rösta genom att ringa 099-230 0X, där X var bidragets startnummer, för 3,95 kronor per samtal; det fanns emellertid ingen möjlighet att som i deltävlingarna rösta genom att ringa Radiohjälpens nummer. De tittare med Telia- eller Halebop-abonnemang kunde även rösta genom att skicka SMS, innehållande önskat bidrags startnummer, till numret i bild. I varje duell duellerade bidragen med startnummer ett och två, vilket innebar att tittarna enbart kunde rösta på de bidrag som tävlade i den pågående duellen; efter avslutad duell visades en snabbrepris, varpå omröstningen avslutades och nästkommande duell påbörjades.
Resultatet avgjordes i sex dueller, uppdelade på två omgångar. Sveriges Television hade på förhand bestämt att ett bidrag från deltävling x skulle möta ett bidrag från deltävling y i var och en av de fyra duellerna i uppsamlingsheatets första omgång. De bidrag som vann sina respektive dueller fick därefter duellerna mot en ny motståndare i tävlingens andra omgång; utfallet av duellträdet blev att vinnarna i duell nummer ett och två, och vinnarna i duell nummer tre och fyra, fick göra upp om segern i två dueller. Vinnarna i de två avgörande duellerna gick sedermera vidare till final. Sveriges Television hade på förhand även bestämt att de kvalificerade bidragens startnummer, där a innebär tidigast och b senast, i respektive deltävling skulle avgöra vilken plats i duellträdet som skulle upptas:
- De bidrag med startnummer a i deltävling ett och två fick den respektive deltävlingens första duellplats, medan de bidrag med startnummer b fick den respektive deltävlingens andra duellplats; således fick E-Type & The Poodles och Ola sina respektive deltävlingars första duellplatser, eftersom de i sina respektive deltävlingar startat före Suzzie Tapper och Johnson & Häggkvist, som därav fick sina respektive deltävlingars andra duellplatser.
- De bidrag med startnummer b i deltävling tre och fyra fick den respektive deltävlingens första duellplats, medan de bidrag med startnummer a fick den respektive deltävlingens andra duellplats; således fick Caracola och Sibel sina respektive deltävlingars första duellplatser, eftersom de i sina respektive deltävlingar hade startat efter Thérèse Andersson och Nordman, som därav fick sina respektive deltävlingars andra duellplatser.

### Startfält
Bidragen presenteras nedan i kronologisk ordning efter deltävling och startnummer.
| Deltävl. | Artist/grupp         | Melodi                | Text och musik                                                                | Duell |
| -------- | -------------------- | --------------------- | ----------------------------------------------------------------------------- | ----- |
| 1        | E-Type & The Poodles | Line of Fire          | Jakob Samuelsson, Martin Eriksson                                             | 1     |
| 1        | Suzzie Tapper        | Visst finns mirakel   | Amir Aly, Bobby Ljunggren, Maciel Numhauser, Robin Abrahamsson, Suzzie Tapper | 4     |
| 2        | Ola                  | Love In Stereo        | Mirja Breitholtz, Tony Nilsson                                                | 2     |
| 2        | Johnson & Häggkvist  | One Love              | Andreas Johnson, Carola Häggkvist, Peter Kvint                                | 3     |
| 3        | Thérèse Andersson    | When You Need Me      | Jonas Sjöström, Malin Eriksson, Pontus Hagberg                                | 4     |
| 3        | Caracola             | Smiling In Love       | Angelica Thelin, Henrik Bie, Magnus Lanner, Mattias Olsson                    | 2     |
| 4        | Nordman              | I lågornas sken       | Lina Eriksson, Mårten Eriksson                                                | 3     |
| 4        | Sibel                | That Is Where I'll Go | Christian Antblad                                                             | 1     |

#### Resultat
| Duellomgång 1 | Duellomgång 1 | Duellomgång 1 | Duellomgång 1 | Duellomgång 1 | Duellomgång 1 |
| ------------- | ------------- | ------------- | ------------- | ------------- | ------------- |

| Duellomgång 2 | Duellomgång 2 | Duellomgång 2 | Duellomgång 2 | Duellomgång 2 |
| ------------- | ------------- | ------------- | ------------- | ------------- |

| Duell | D:O | Nr | Melodi | Antal röster | Anm. |
| ----- | --- | -- | ------ | ------------ | ---- |

| Duell | Nr | Melodi | Antal röster | Anm. |
| ----- | -- | ------ | ------------ | ---- |

| 1 | 1:T | 1 | Line of Fire          | 87 002  | Utslagen      |
| 1 | 4:S | 2 | That Is Where I'll Go | 103 077 | Duellomgång 2 |
| 2 | 2:T | 1 | Love In Stereo        | 78 447  | Duellomgång 2 |
| 2 | 3:S | 2 | Smiling In Love       | 51 038  | Utslagen      |
| 3 | 2:S | 1 | One Love              | 202 353 | Utslagen      |
| 3 | 4:T | 2 | I lågornas sken       | 316 118 | Duellomgång 2 |
| 4 | 3:T | 1 | When You Need Me      | 57 335  | Utslagen      |
| 4 | 1:S | 2 | Visst finns mirakel   | 73 120  | Duellomgång 2 |

| 1 | 1 | That Is Where I'll Go | 137 065 | Till final |
| 2 | 2 | Love In Stereo        | 103 624 | Utslagen   |

| 3 | 1 | I lågornas sken     | 166 735 | Till final |
| 4 | 2 | Visst finns mirakel | 88 075  | Utslagen   |

#### Siffror
- Antal TV-tittare: 3 090 000 tittare (tittarrekord för Andra chansen)[10]
- Antal telefonröster: 1 464 019 röster (röstningsrekord för Andra chansen)[10]

## Finalen: Stockholm
Finalen sändes från Globen i Stockholm lördagen den 15 mars 2008 klockan 20:00–22:05 direkt i SVT1, med direktsänt eftersnack med den vinnande akten med Fredrik Ekelund. Av de tio finalisterna hade åtta kvalificerat sig direkt från sina respektive deltävlingar, och två från uppsamlingsheatet Andra chansen.
Resultatet avgjordes likt tidigare år i form av kombinerad jury- och telefonröstning. Tittarna kunde rösta genom att ringa antingen 099-320 XX, där XX var bidragets startnummer, för 9,90 kronor per samtal, vilka oavkortat gick till Radiohjälpen, eller 099-230 XX, där XX var bidraget startnummer, för 3,95 kronor per samtal. De tittare med Telia- eller Halebop-abonnemang kunde även rösta genom att skicka SMS, innehållande önskat bidrags startnummer, till de båda telefonnumren. Tittarna hade möjlighet att rösta även under tiden de elva jurygrupperna lämnade sina poäng. Varje jurygrupp representerades av ett regionalt nyhetsdistrikt och avlade poängen 1, 2, 4, 6, 8, 10 och 12; totalt 473 poäng. Tittarnas poäng blev multiplar av elva; 11, 22, 44, 66, 88, 110 och 132 poäng till de sju bidrag som fick flest röster i tittaromröstningen.

### Startfält
Bidragen listas nedan i startordning.
| Nr | Artist/grupp         | Melodi                | Text och musik                                                   | Deltävl.  |
| -- | -------------------- | --------------------- | ---------------------------------------------------------------- | --------- |
| 1  | Charlotte Perrelli   | Hero                  | Bobby Ljunggren, Fredrik Kempe                                   | 4         |
| 2  | Sibel                | That Is Where I'll Go | Christian Antblad                                                | 4 + A. C. |
| 3  | Rongedal             | Just A Minute         | Amir Aly, Henrik Rongedal, Henrik Wikström, Magnus Rongedal      | 2         |
| 4  | Linda Bengtzing      | Hur svårt kan det va? | Johan Fransson, Tim Larsson, Tobias Lundgren                     | 4         |
| 5  | Christer Sjögren     | I Love Europe         | Ingela Forsman, Magnus Johansson, Torgny Söderberg               | 1         |
| 6  | Amy Diamond          | Thank You             | Mathias Venge, Peter Wennerberg, Sandra Nordström                | 1         |
| 7  | Sanna Nielsen        | Empty Room            | Aleena Gibson, Bobby Ljunggren                                   | 2         |
| 8  | Nordman              | I lågornas sken       | Lina Eriksson, Mårten Eriksson                                   | 4 + A. C. |
| 9  | Frida feat. Headline | Upp och hoppa         | Anderz Wrethov, Frida Muranius, Sam Persson                      | 3         |
| 10 | BWO                  | Lay Your Love On Me   | Alexander Bard, Anders Hansson, Bobby Ljunggren, Henrik Wikström | 3         |

#### Resultat
| Nr | Melodi                | Juryomröstningen | Juryomröstningen | Juryomröstningen | Juryomröstningen | Juryomröstningen | Juryomröstningen | Juryomröstningen | Juryomröstningen | Juryomröstningen | Juryomröstningen | Juryomröstningen | Juryomröstningen | Tittaromröstningen | Tittaromröstningen | Summa | Plac. |
| Nr | Melodi                | Öo               | Lå               | Fn               | Kd               | Uå               | Ng               | Gg               | Sl               | Vö               | Mö               | Sm               | Poäng            | Antal röster       | Poäng              | Summa | Plac. |
| -- | --------------------- | ---------------- | ---------------- | ---------------- | ---------------- | ---------------- | ---------------- | ---------------- | ---------------- | ---------------- | ---------------- | ---------------- | ---------------- | ------------------ | ------------------ | ----- | ----- |
| 1  | Hero                  | 12               | 12               | 12               | 12               | 12               | 4                | 6                | 12               | 10               | 10               | 12               | 114              | 397 907            | 110                | 224   | 1     |
| 2  | That Is Where I'll Go | 1                | 2                | 4                | 2                | 2                | 2                | 4                | 8                | 1                | 12               | 1                | 39               | 120 587            | —                  | 39    | 7     |
| 3  | Just A Minute         | 8                | 4                | 6                | 8                | 6                | 10               | 12               | 10               | 2                | —                | 10               | 76               | 273 521            | 66                 | 142   | 4     |
| 4  | Hur svårt kan det va? | 6                | 8                | 10               | 6                | 4                | 8                | —                | 4                | 4                | 8                | 6                | 64               | 115 321            | —                  | 64    | 5     |
| 5  | I Love Europe         | —                | —                | —                | —                | —                | —                | 1                | —                | —                | —                | —                | 1                | 228 674            | 22                 | 23    | 9     |
| 6  | Thank You             | 2                | 1                | 1                | —                | 1                | 1                | 10               | 1                | 6                | —                | 2                | 25               | 188 872            | 11                 | 36    | 8     |
| 7  | Empty Room            | 10               | 6                | 8                | 4                | 10               | 6                | —                | 6                | 12               | 4                | 8                | 74               | 449 419            | 132                | 206   | 2     |
| 8  | I lågornas sken       | —                | —                | —                | 1                | —                | —                | 2                | —                | —                | 1                | —                | 4                | 233 467            | 44                 | 48    | 6     |
| 9  | Upp och hoppa         | —                | —                | —                | —                | —                | —                | —                | —                | —                | 6                | —                | 6                | 81 691             | —                  | 6     | 10    |
| 10 | Lay Your Love On Me   | 4                | 10               | 2                | 10               | 8                | 12               | 8                | 2                | 8                | 2                | 4                | 70               | 320 741            | 88                 | 158   | 3     |

#### Siffror
- Antal TV-tittare: 4 046 000 tittare[10]
- Antal telefonröster: 2 410 220 röster (röstningsrekord för en final)[10]
- Summa pengar insamlad till Radiohjälpen: 4 521 176 kronor[10]

Total statistik för hela turnén:
- Genomsnittligt antal TV-tittare per program: 3 373 000 tittare
- Totalt antal telefonröster: 6 367 282 röster
- Total summa pengar insamlad till Radiohjälpen: 10 286 990 kronor

### Juryuppläsare
Jurygruppernas poängpresentatörer läste upp poängen på plats i Globen.
- Örebro: Yankho Kamwendo
- Luleå: Claes Elfsberg
- Falun: Annika Lantz
- Karlstad: Kristoffer Appelqvist
- Umeå: Doreen Månsson
- Norrköping: André Pops
- Göteborg: Hans Rosenfeldt
- Sundsvall: Petra Mede
- Växjö: Ola Lindholm
- Malmö: Kattis Ahlström
- Stockholm: Peter Settman